# هوهنفلدن
هوهنفلدن (به آلمانی: Hohenfelden) یک شهر در آلمان است که در وایمارر لاند واقع شده‌است. هوهنفلدن ۳۸۷ نفر جمعیت دارد.